# Finské velvyslanectví v Praze
Finské velvyslanectví v Praze (finsky Suomen Prahan-suurlähetystö) je nejvyšší zastupitelský úřad Finska v Česku. Sídlí v empírovém Chotkově paláci na adrese Hellichova 458/1 na Malé Straně v městské části Praha 1. Budovu sdíli mj. s Norským velvyslanectvím v Praze a Japonským kulturním centrem zřízeným Velvyslanectvím Japonska v Praze. Úřad od června 2022 vede velvyslanec Pasi Tuominen.

## Historie
Nově vzniklé Československo uznalo nezávislost Finska 15. července 1920, diplomatické vztahy však byly formalizovány až na podzim roku 1927. Po rozdělení Československa roku 1993 Finsko uznalo samostatnou Českou republiku a zároveň byly navázány diplomatické styky.  
Finské velvyslanectví v Praze sídlí od 90. let 20. století v kancelářských prostorách v Chotkově paláci na Malé Straně. V jeho blízkém okolí se nachází několik dalších zahraničních ambasád.